# 埃米利奧·古埃拉
埃米利奧·古埃拉（西班牙語：Emilio Guerra；1982年3月15日—）是一位西班牙足球運動員。在場上的位置是前鋒。他現在效力於羅馬尼亞球隊阿格斯學院，他的雙胞胎兄弟哈維·古埃拉也是一位足球運動員。